# یوهانا ون گوگ-بونگر

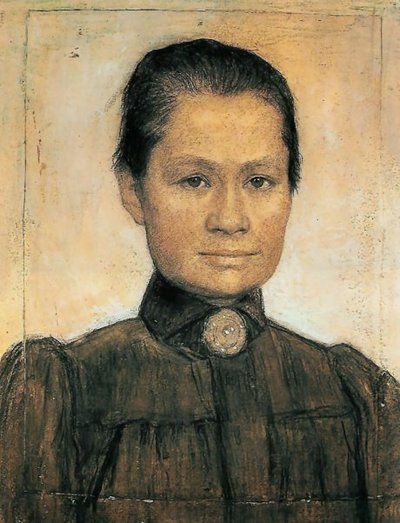
یوهانا بونگر، ۱۹۰۵

یوهانا ون گوگ-بونگر (زاده ۴ اکتبر ۱۸۶۲ – درگذشته ۲ سپتامبر ۱۹۲۵) همسر تئودوروس ون گوگ، دلال آثار هنری و زن برادر ونسان ون گوگ هنرمند و یکی از بازیگران کلیدی در افزایش شهرت ونسان بود.

## کار
بعد از مرگ ونسان و شوهرش با پشتکار نامه‌های برادران را آماده چاپ کرد، اولین جلد در سال ۱۹۱۴ به زبان هلندی چاپ شد. او همچنین با هدیه دادن آثار ونسان به نمایشگاه‌های مختلف نقش کلیدی در افزایش شهرت و اعتبار او داشت. یک کتاب هم در مورد تاریخ خانوادهٔ ون گوگ نوشت.
یوهانا ارتباطش را با اوژن باخ دوست ونسان ون گوگ که در ژوئیه ۱۸۹۱ سفارش کشیدن پرتره اش را به ونسان داده بود حفظ کرد.او همچنین ارتباطش را با امیل برنار که در گسترش دادن کار ونسان ون گوگ کمکش کرد، حفظ کرد.
در سال ۱۸۹۲، در هنگام سازماندهی نمایشگاهی از کارهای ون گوگ به شکل زننده ای مورد انتقاد هنرمند ریچارد رولند هالست قرار گرفت:
«خانم ون گوگ زن کوچک جذابی است، اما این موضوع مرا آزار می‌دهد زمانی که می‌بینم فردی از روی تعصب از موضوعی که چیزی در مورد آن نمی‌داند دفاع می‌کند، و گرچه احساسات او را کور کرده هنوز فکر می‌کند که یک نظر خیلی انتقادی دارد. این فقط سخن بی‌معنی و چرند دختربچه مدرسه ای، و نه چیز بیشتری است.[...] چیزی که خانم ون گوک بیشتر از همه دوست دارد، سخن قلنبه و احساساتی است. سخنی که موجب شود بیشتر اشک بریزد، او فراموش می‌کند که اندوهش ونسان را تبدیل به خدا می‌کند.»